# Château de la Forge (Anthée)
Le château de la Forge est une maison seigneuriale datant du XVIIIe siècle situé en Wallonie au bord du Flavion, à Anthée, dans la province de Namur (Belgique).  Il est flanqué d’une ferme toujours en activité.

## Éléments d’histoire
A l’origine (au XVIIe siècle) manoir d’un maître de forges enrichi, le château devient par alliance matrimoniale demeure nobiliaire des Jacquier de Rosée, devenus barons en 1726. Antoine de Jacquier de Rosée y naquit en 1747.
Le manoir prend alors l’allure d’une élégante maison seigneuriale de brique et calcaire avec grille imposante et spacieuse cour d’honneur. Une large ferme, toute en pierre bleue de la région, y est adjacente. Le Flavion, ruisseau qui autrefois donnait énergie hydraulique aux forges des premiers propriétaires, passe devant le château. 

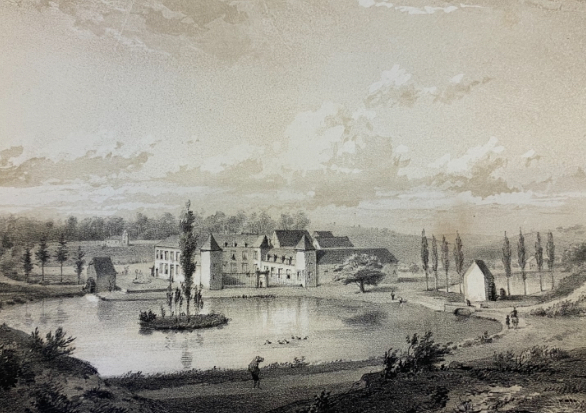
Château de la Forge à Anthée en 1844

En 1938 le château quitte le patrimoine de la famille de Rosée et est acheté par Paul Coppin directeur des usines de la Providence. Nouveau changement de propriétaire en 1951: le château devient maison de vacances et de repos des ‘Femmes prévoyantes de Gand’. 
En 2015 le château semble occupé ainsi que le domaine. La ferme est toujours en activité complète.